# Roster de Colombia en la Serie del Caribe
A continuación se presenta los rosters de Colombia que han participado en la Serie del Caribe.

## San Juan - 2020
Roster que participó en la Serie del Caribe 2020.

## Mazatlán - 2021
Roster que participó en la Serie del Caribe 2021.
El lanzador dominicano Eduar López quien estuvo en el roster no pudo ingresar a México por inconvenientes en su visa, por tal motivo no pudo actuar en el torneo.
- Jordan Díaz seleccionado como el tercera base en el equipo Todos Estrellas de la Serie del Caribe.[8]

## Santo Domingo - 2022
Roster que participó en la Serie del Caribe 2022.
- Reynaldo Rodríguez seleccionado como el primera base del equipo de Todos Estrellas y Jugador Mas Valioso de la Serie del Caribe.[10][11]
- José Mosquera seleccionado como el manager del equipo Todos Estrellas de la Serie del Caribe.[10]

## Gran Caracas - 2023
Roster que participó en la Serie del Caribe 2023.
- Francisco Acuña (2B), Dayan Frías (SS), Gustavo Campero (RF), Jordan Díaz (DH), Eduar Lopez (P) fueron seleccionados en el equipo Todos Estrellas de la Serie del Caribe.[13]